# Семба
Семба (порт. Semba) — жанр африканской популярной музыки, возникший в 40-е годы XX века в Луанде.
Один из наиболее ранних примеров музыкального жанра сембы сохранился в виде первой известной ангольской партитуры, датируемой 1875 годом. Песня называется «Мадиа Кандимба» (Madya Kandimba), она повествует об истории любви европейца к своей африканской служанке. Точнее, композиция написана для хора масембы, а её мелодика и поэтика свидетельствуют о симбиозе африканской и европейской культур.
Мариса Жан Морман (Marissa Jean Moorman) писала, что новый музыкальный жанр сембы сформировался в 60—70-х годах XX века.
Характерной особенностью сембы, как и всей ангольской музыки, является импровизация, текучий повторяющийся ритм, сложная полиритмия перкуссионных инструментов и ярко выраженная синкопированная манера исполнения.